# Lepidochrysops tantalus
The King Blue (Lepidochrysops tantalus) là một loài bướm ngày thuộc họ Bướm xanh. Nó được tìm thấy ở Nam Phi, from the Drakensberg foothills in the East Cape to the KwaZulu-Natal midlands, Swaziland, then along the escarpment hills to Mpumalanga và Gauteng. Nó cũng được tìm thấy ở Limpopo Province.
Sải cánh dài 30–38 mm đối với con đực và 34–40 mm đối với con cái. Con trưởng thành bay từ tháng 9 đến tháng 11. Có một lứa một năm.
Ấu trùng ăn Becium grandiflorum.